# Jacob Lüroth
Jacob Lüroth (1844-1934), també escrit com Jakob i Lueroth, va ser un matemàtic alemany.

## Vida i Obra
Lüroth, fill d'un regidor de l'ajuntament de Mannheim, va quedar orfe de pare i va fer els seus estudis secundaris a la seva ciutat natal. El 1859, tot i que molt jove, va col·laborar amb Eduard Schönfeld (1828- 1891) al observatori astronòmic de Mannheim, però tenia problemes de visió iva haver de deixar l'astronomia per les matemàtiques.
De 1862 a 1865 va estudiar a la universitat de Heidelberg amb Otto Hesse i Gustav Kirchoff, on va obtenir el doctorat el 1865, i després d'un temps a les universitats de Berlín i de Giesen, on va estudiar amb Weierstrass i Clebsch, va ser nomenat professor del Institut Tecnològic de Karlsruhe el 1869.
El 1880 va passar a ser professor de la Universitat Tècnica de Múnic i el 1883 de la universitat de Friburg de la que va arribar a ser rector el 1899-1900. Va morir a Múnic, en un viatge familiar, sense que hi hagués motius aparents.
Lüroth és recordat per es seves aportacions a diferents camps de les matemàtiques: a més dels seus treballs en geometria analítica, se li deu la primera versió de la distribució t (1876), l'edició de les obres de d'Otto Hesse (1897) i d'Hermann Grassmann (1893-1902) i nombroses traduccions al alemany.
La seva llista de publicacions inclou unes setanta obres.